# Woźniki (przystanek kolejowy)
Woźniki – nieczynny przystanek kolejowy w Woźnikach, w województwie małopolskim, w Polsce. Znajduje się tu 1 peron.